# Hípies (geòmetra)
Hípies o Hípias (en llatí Hippias, en grec antic Ἱππίας) fou un mecànic i geòmetra grec, contemporani de Llucià de Samosata, que va escriure un llibre amb una detallada descripció d'un bany que havia construït ell mateix. (Llucià. Hippias, seu Balneium, vol. III pp. 66-74).